# Kachinabandi, Hagaribommanahalli
Kachinabandi là một làng thuộc tehsil Hagaribommanahalli, huyện Bellary, bang Karnataka, Ấn Độ.